# Lux Occulta
Lux Occulta (pol. ukryte światło) – polska grupa muzyczna wykonująca początkowo black metal, w późniejszym okresie działalności zespół zwrócił się w stronę metalu awangardowego. Zespół powstał w 1994 roku w podkarpackiej miejscowości Dukla. Do 2001 roku zespół wydał dobrze przyjęte przez krytyków cztery albumy studyjne. W 2002 roku grupa zawiesiła działalność w związku z problemami wydawniczymi oraz znikomą promocją wydanego nakładem Maquiavel Music Entertainment rok wcześniej albumu The Mother and the Enemy. W 2011 roku formacja wznowiła działalność.

## Historia
Grupa powstała pod koniec 1994 roku w Dukli z inicjatywy gitarzystów Petera i G.amesa. Skład uzupełnili: wokalista Jaro.Slav, perkusista Aemil oraz basista Jackie. Jako ostatni dołączył klawiszowiec U.reck, który przed występami w Lux Occulta grał na akordeonie. Pierwsze próby zespołu odbywały się w kinie „Promień” w Dukli. Tam też na dwuśladowym magnetofonie zostały zarejestrowane pierwsze kompozycje. W lipcu 1995 roku w Manek Studio w Sanoku formacja nagrała pierwsze demo. Okładkę kasety ozdobiło zdjęcie przedstawiające zanurzonego w wodzie gitarzystę G.amesa. Wydawnictwo zatytułowane The Forgotten Arts ukazało się w 1995 roku nakładem wytwórni Pagan Records. Pod koniec roku odbył się debiut sceniczny Lux Occulta, który miał miejsce w Krośnie na Przeglądzie Amatorskich Zespołów Muzycznych. Formacja zajęła 3. miejsce wzbudzając zainteresowanie lokalnej publiczności. 
Na przełomie marca i kwietnia 1996 roku w Manek Studio zespół nagrał swój pierwszy studyjny album pt. Forever Alone. Immortal. Okładkę albumu ozdobiło retuszowane zdjęcie aloesu. Wydawnictwo mimo błędów realizatorskich, pozwoliło zaistnieć grupie na polskim rynku muzycznym. W czerwcu grupę opuścił perkusista Aemil, którego zastąpił Kriss, muzyk o większych umiejętnościach, co pozwoliło na rozwinięcie formuły muzycznej. Nowy perkusista zadebiutował jesienią tego samego roku podczas sesji nagraniowej w Manek Studio. Zespół zarejestrował interpretacje utworu „Czas zemsty” z repertuaru katowickiej grupy thrashmetalowej Kat, który ukazał się na kompilacji Czarne zastępy – W hołdzie Kat dwa lata później. W grudniu muzycy wrócili do studia, gdzie zostały nagrana utwory z przeznaczeniem na minialbum. Ostatecznie z powodu kłopotów z wytwórnią wydawnictwo nie ukazało się. Jeszcze w 1996 roku grupa wystąpiła na koncercie z okazji pięciolecia działalności Neolith. W międzyczasie muzycy zmienili salę prób, która znajdowała się w Ratuszu Miejskim w Dukli. 
Na początku 1997 roku grupa odbyła krótką trasę koncertową w Niemczech. Muzycy poprzedzali występy Fosth i Shadows Toward My Sky. W lipcu Lux Occulta udała się do Olsztyna, gdzie w tamtejszym Selani Studio rozpoczęli nagrania drugiego albumu studyjnego. Kompozycje inspirowane twórczością takich grup jak Cradle of Filth czy Emperor zostały zarejestrowane we współpracy z producentem muzycznym Andrzejem Bombą. Wydawnictwo zatytułowane Dionysos ukazało się w grudniu tego samego roku, ponownie nakładem Pagan Records. W styczniu 1998 roku zespół opuścili gitarzysta G’ames oraz basista Jackie, któremu studia uniemożliwiały dalsze występy. Ich miejsce zajęli nastoletni instrumentaliści, gitarzysta Vogg oraz basista Martin, obaj występujący w krośnieńskiej grupie Decapitated. W marcu w odnowionym składzie zespół odbył trasę wraz z Damnation i Sacriversum. Następnie na przełomie maja i czerwca Lux Occulta dała szereg koncertów wraz Christ Agony i Hate. Formacja wystąpiła także na festiwalach: Festering Blood na Słowacji oraz Novum Vox Mortis w Warszawie. W grudniu 1998 roku ukazał się minialbum Maior Arcana (The Words That Turn Flesh Into Light), na który trafiły nagrania z grudnia 1996 roku.
W grudniu ponownie w olsztyńskim Selani Studio grupa rozpoczęła prace nad kolejnym albumem. Płyta zrealizowana z Andrzejem Bombą otrzymała tytuł My Guardian Anger, a jego premiera odbyła sierpniu 1999 roku. W trakcie sesji powstał pierwszy teledysk Lux Occulta do utworu „Kiss My Sword”. Wydawnictwo spotkało się z entuzjastycznym przyjęciem. Pochlebnie o warstwie lirycznej koncepcyjnego albumu wyraził się m.in. Adrian Wasilewski, ówczesny autor tekstów dla formacji Vader. Pierwszym etapem promocji nowej płyty były występy w ramach objazdowego Thrash'em All Festival. Przed rozpoczęciem trasy Kriss uległ wypadkowi, który uniemożliwił mu grę. Zastąpił go ówczesny muzyk Devilyn - Kuba. W międzyczasie kontuzjom ulegli również Jaro.Slav i U.reck, co opóźniło powrót formacji na scenę. Pierwsze występy odbyły się dopiero w marcu 2000 roku w ramach małej trasy wraz ze szwedzką formacją Gardenian. W maju Lux Occulta wystąpiła jako niespodzianka na festiwalu Metalmania w katowickim Spodku, wywołując radość kilku tysięcy fanów.
W czerwcu grupa podpisała kontrakt z portugalską wytwórnią Maquiavel Music Entertainment. Natomiast w lipcu zespół wystąpił podczas Silesia Festival w Czechach razem z Haemorrhage, Altar, Dark Funeral i Behemoth oraz na festiwalu Castle Party w Bolkowie wraz z zespołami Moonlight, Desdemona, Closterkeller oraz Artrosis. W sierpniu 2001 roku muzycy weszli do częstochowskiego studia 333 gdzie rozpoczęli nagrania czwartego albumu studyjnego. Sesja odbyła się we współpracy z producentem muzycznym Bartkiem Kuźniakiem. W trakcie prac zespół opuścił Kriss, który po nagraniu kilku utworów został zastąpiony przez muzyka sesyjnego - Gerarda Niemczyka. Realizacja utworów została zakończona we wrześniu. Album zatytułowany The Mother and the Enemy został wydany 19 listopada. W międzyczasie grupa kolejny raz wystąpiła na Thrash'em All Festival m.in. z grupami Krisiun i Vader. W trakcie tasy z zespołu odszedł gitarzysta Peter. Lux Occulta dokończyła tournée z jednym gitarzystą. Przyczyną odejścia drugiego z założycieli były m.in. problemy osobiste. Nowym gitarzystą został Kastor z krakowskiej formacji Atrophia Red Sun. Jednakże dalsze problemy personalne oraz znikoma promocja wydanego nakładem Maquiavel Music Enterteiment albumu przyczyniły się do rozwiązania zespołu w 2002 roku. W 2011 roku formacja wznowiła działalność. Z kolei w 2012 roku muzycy rozpoczęli nagrania piątego albumu studyjnego. 
W marcu 2014 roku ukazała się piąta płyta zespołu - Kołysanki, wydana przez oficynę Trzecie Ucho po trzynastoletniej przerwie wydawniczej. Album stylistycznie nawiązuje do eksperymentalnych utworów, zawartych na The Mother and the Enemy, a brzmienie wzbogacono m.in. o akordeon, kontrabas i trąbkę.

## Skład
- Jarosław „Jaro.Slav” Szubrycht - śpiew (1994-2002, od 2011)
- Jerzy „U.reck” Głód - instrumenty klawiszowe, programowanie, śpiew (1994-2002, od 2011)
- Wacław „Vogg” Kiełtyka - gitara, akordeon (1998-2002, od 2011)
- Maciej Tomczyk - gitara (od 2011)
- Piotr „Peter” Szczurek - gitara (1994-2001)
- Grzegorz „G. Ames” Kapłon - gitara (1994-1998)
- Rafał „Kastor” Kastory - gitara (2001-2002)
- Jacek „Jackie” Sysak - gitara basowa (1994-1998)
- Marcin „Martin” Rygiel - gitara basowa (1998-2002)
- Aemil - perkusja (1994-1996)
- Krzysztof „Kriss” Szantula - perkusja (1996-2001)

### Muzycy koncertowi
- Kuba (nazwisko nieznane) - perkusja (1999)

## Dyskografia

### Albumy
- Forever Alone. Immortal (1996, Pagan Records, Metal Mind Productions)
- Dionysos (1997, Pagan Records, Metal Mind Productions)
- My Guardian Anger (1999, Pagan Records, Metal Mind Productions)
- The Mother and the Enemy (2001, Maquiavel Music Enterteiment)
- Kołysanki (2014, Trzecie Ucho)

### Dema
- The Forgotten Arts (1995, Pagan Records)

### Kompilacje
- Maior Arcana (The Words That Turn Flesh Into Light) (1998, Pagan Records, Metal Mind Productions)

### Kompilacje różnych wykonawców
- Czarne zastępy – W hołdzie Kat (1998, Pagan Records)

## Nagrody i wyróżniania
| Rok  | Kategoria                                       | Nagroda                      | Nota      |
| ---- | ----------------------------------------------- | ---------------------------- | --------- |
| 2002 | Zespół roku                                     | Plebiscyt Metal Hammer, 2001 | 3 miejsce |
| 2002 | Album roku (The Mother and the Enemy)           | Plebiscyt Metal Hammer, 2001 | 3 miejsce |
| 2002 | Osobowość roku (Jarosław „Jaro.Slav” Szubrycht) | Plebiscyt Metal Hammer, 2001 | 4 miejsce |